# 428: Shibuya Scramble
428: Shibuya Scramble (428 封鎖された渋谷で?, 428: Fūsa sareta Shibuya de) è un videogioco d'avventura sviluppato da Chunsoft e pubblicato nel 2008 da SEGA per Wii. Convertito per PlayStation 3 e PlayStation Portable, il gioco è stato distribuito anche per iOS e Android, prima di ricevere una localizzazione in inglese per PlayStation 4 e PC.

## Trama
Ambientato a Shibuya, nel videogioco cinque personaggi tentano di risolvere un caso di rapimento.

## Accoglienza
428: Shibuya Scramble è uno dei titoli ad aver ottenuto il punteggio perfetto (10/10) secondo la rivista Famitsū.